# 4379 Snelling
4379 Snelling је астероид главног астероидног појаса са пречником од приближно 24,38 .
Афел астероида је на удаљености од 3,547 астрономских јединица (АЈ) од Сунца, а перихел на 2,773 АЈ.
Ексцентрицитет орбите износи 0,122, инклинација (нагиб) орбите у односу на раван еклиптике 21,668 степени, а орбитални период износи 2052,429 дана (5,619 година).
Апсолутна магнитуда астероида је 12,10 а геометријски албедо 0,043.
Астероид је откривен 13. августа 1988. године.